# Alloy Entertainment
Alloy Entertainment, anciennement 17th Street Productions, est une entreprise de packaging éditorial et de production télévisuelle et cinématographique. C'est une unité de l'entreprise de production Warner Bros. Television Studios du studio Warner Bros. Entertainment, appartenant au groupe Warner Bros. Discovery.
La principale fonction de l'entreprise est de développer des idées avec des romanciers, des maisons d'éditions ou encore des scénaristes de télévision et de cinéma. Leurs projets sont en général développés pour être d'abord édités en tant que roman avant d'être adapté à la télévision ou au cinéma. Il peut également arriver que le roman et l'adaptation soit développés en même temps. Plus rarement, certains romans peuvent être développés sans adaptation et certaines séries peuvent avoir été développées sans partir d'un roman.
Plus de 80 romans produits par Alloy Entertainment ont été des succès d'édition notamment Everything, Everything ou les séries littéraires Quatre filles et un jean, Gossip Girl, Journal d'un vampire ou encore Les Menteuses. Leurs adaptations respectives ont également été des succès auprès du public.
Avant d'être racheté par WarnerMedia mi-2012, la société était une filiale de ZelnickMedia. Elle disposait également d'une filiale numérique intitulée Alloy Digital spécialisée dans la production de web-séries.

## Franchises
| Titre                                                            | Romans | Films | Séries TV | Web séries | Dates de sortie |
| ---------------------------------------------------------------- | ------ | ----- | --------- | ---------- | --------------- |
| Journal d'un vampire (The Vampire Diaries)                       | 24     | NC    | 3         | 2          | 1991–2022       |
| Quatre Filles et un jean (The Sisterhood of the Traveling Pants) | 6      | 2     | NC        | NC         | 2001–2011       |
| Gossip Girl / It Girl (The It Girl)                              | 29     | NC    | 2         | 1          | 2002–2023       |
| Les Menteuses (Pretty Little Liars)                              | 20     | NC    | 4         | 1          | 2006-2024       |

## Filmographie

### Films
- 2005 : Quatre filles et un jean (The Sisterhood of the Traveling Pants) de Ken Kwapis
- 2008 : Quatre filles et un jean 2 (The Sisterhood of the Traveling Pants 2) de Sanaa Hamri
- 2008 : Sex Drive de Sean Anders
- 2008 : The Clique de Michael Lembeck (directement en vidéo)
- 2012 : Amiennemies (Frenemies) de Daisy Mayer (téléfilm)
- 2017 : Everything, Everything de Stella Meghie
- 2018 : Good Girls Get High de Laura Terruso
- 2019 : Mon étoile solaire (The Sun Is Also a Star) de Ry Russo-Young
- 2020 : Work It de Laura Terruso
- 2022 : Nos cœurs meurtris (Purple Hearts) d'Elizabeth Allen Rosenbaum
- 2023 : Tu peux oublier ma bat-mitsva ! (You Are So Not Invited to My Bat Mitzvah) de Sammi Cohen
- 2024 : Les Cartes du mal (Tarot) de Spenser Cohen et Anna Halberg

### Séries télévisées
- 2007-2012 : Gossip Girl
- 2008 : Samurai Girl
- 2008-2009 : Privileged
- 2009-2017 : Vampire Diaries (The Vampire Diaries)
- 2010-2017 : Pretty Little Liars
- 2010 : Huge
- 2011 : The Nine Lives of Chloe King
- 2011-2013 : The Lying Game
- 2011-2012 : The Secret Circle
- 2012 : How to Rock
- 2012-2013 : 666 Park Avenue
- 2013-2018 : The Originals
- 2013-2014 : Ravenswood
- 2014-2020 : Les 100 (The 100)
- 2015 : Significant Mother
- 2018-2025 : You
- 2018-2022 : Legacies
- 2019 : Pretty Little Liars: The Perfectionists
- 2021-2023 : Gossip Girl
- 2022-2024 : Pretty Little Liars

### Web-séries
- 2009 : Gossip Girl : Tout sur Dorota (Gossip Girl: Chasing Dorota)
- 2009 : Vampire Diaries : Une sombre vérité (The Vampire Diaries: A Darker Truth)
- 2009-2010 : Haute & Bothered
- 2009 : Private
- 2010 : First Day
- 2010 : Hollywood is Like High School with Money
- 2011-2012 : Talent
- 2011 : First Day 2: First Dance
- 2011 : Wendy
- 2012 : Dating Rules from My Future Self
- 2012 : Pretty Dirty Secrets
- 2014 : The Originals: The Awakening
- 2017 : Life After First Failure